# Tarkhan (Egipte)

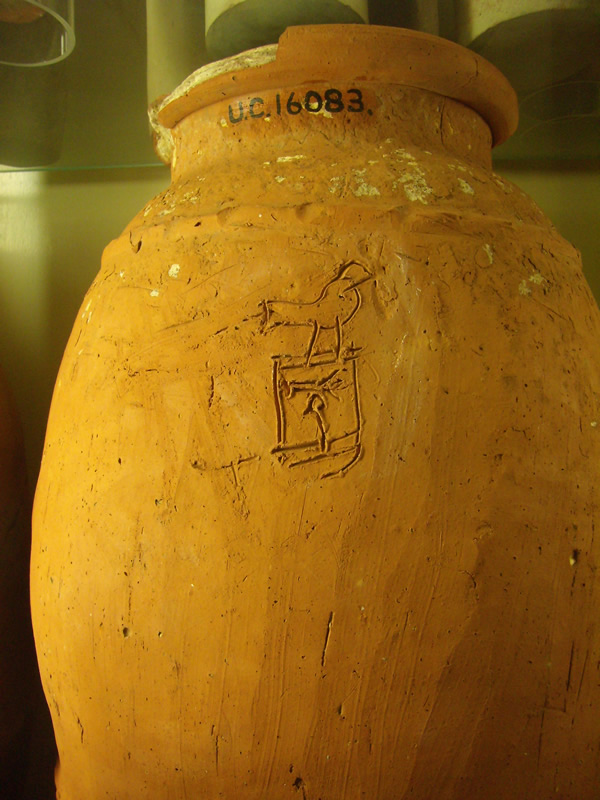
Vas trobat a Tarkhan amb el nom del faraó Narmer

Tarkhan és un llogaret d'Egipte al nord d'Al-Gerzeh (5 km) i al sud de Memfis (35 km), i prop d'un cementiri amb unes dues mil tombes, un dels més importants del període predinàstic i de l'Imperi antic. El cementiri fou anomenat així per Petrie per manca d'un altre nom. Els enterraments de data posterior a la zona foren anomenats Kafr Ammar, d'un altre llogaret proper. Administrativament, era part del Baix Egipte, però al límit amb l'Egipte mitjà.